# 金·范登堡
金·范登堡（Kim Vandenberg，1983年12月13日—），美国女子游泳运动员，主攻自由泳和蝶泳。曾参加2008年夏季奥林匹克运动会，最终在女子4×200米自由泳接力项目上收获一枚铜牌。